# Majorstuen
59°55′43.572″N 10°43′0.12720″Ø / 59.92877000°N 10.7167020000°Ø
Majorstuen eller Majorstua er et kvarter i bydelen Frogner i det vestlige Oslo, grænsende til Volvat, Frognerparken, Briskeby, Hedgehaugen, Fagerborg og Marienlyst. Efter bydelsreformen 1. januar 2004 blev den administrative enhed Majorstuen Oranienburg slået sammen med bydelen Frogner. Bydelen er opkaldt efter et hus med en velkendt offentlig kro, som lå på den østlige side af Sørkedalsveien ved det, som i dag er T-banestationen Majorstuen. Huset fra 1700-tallet er opkaldt efter kaptajn Michael Wilhelm Sundt, som døde i 1759. Huset blev revet ned i 1913 for at gøre plads til Smestadbanens stationsbygning, som fortsat står på Husebyveien 12.

## Majorstuen eller Majorstua?
Det var ikke kaptajnen selv, men lokalbefolkningen i Aker som gav huset dette navn. De talte lokal dialekt og kaldte huset »Majorstua« (udtalt med tryk på første stavelse og enstavelsestone). I datidens danske skriftsprog blev navnet skrevet »Majorstuen« (eftersom det norske hunkøn ikke findes i dansk, kun fælleskøn), og det blev også navnet på beværtningsstedet, som fandtes, til huset blev revet ned. Det blev efterhånden taget i brug som områdebetegnelse, udtalt på den måde, som socialt  tilhørsforhold og sprogpolitisk standpunkt dikterede. Ifølge Selskabet for Oslo Byes Vel tilsiger den lokale dialekt udtalen Majorstuen. Da den første elektriske sporvejslinje blev åbnet i 1894, blev endestationens navn skrevet "Majorstuen". Samme navn fik også stationen på Holmenkollbanen, da den blev  åbnet i 1898. Oslo Kommune har godkendt begge former, både for byområdet ("Majorstua" i 1965 og "Majorstuen" i 1960) og stationen ("Majorstua" i 1960 og "Majorstuen" i 1965). Navnet på den lokale skole er officielt »Majorstua skole«, men skolen selv bruger »Majorstuen skole«, på samme måte som stationen hedder Majorstuen. Dagens udtale af navnet er »Majorstua« (ifølge Norsk stadnamnleksikon) eller »Majorstuen« (med tryk på anden stavelse og enstavelsestone).

## Majorstuen i dag
Området er i dag kendt for sit pulserende byliv, specielt i handelsgaden  Bogstadveien. Området har flere elegante ejendomme fra 1880-/1890-erne. 
Majorstuen er desuden et vigtigt trafikknudepunkt i Oslo, da alle linjer på T-banen, tre sporvognslinjer og fem buslinjer betjener området.